# Episkopi Cantonment

Karte von Akrotiri mit dem Verwaltungssitz Episkopi Cantonment (Quartier von Episkopi)

Episkopi Cantonment, kurz Episkopi, ist der Sitz der Verwaltung der britischen Militärbasen Akrotiri und Dekelia auf der Mittelmeerinsel Zypern. 
Episkopi Cantonment liegt im Westen der Militärbasis Akrotiri an der Episkopi-Bucht, etwa fünf Kilometer westlich des Dorfes Episkopi, das von der Republik Zypern als Teil des Bezirks Limassol verwaltet wird.
In Episkopi Cantonment befindet sich der Hauptsitz der Sovereign Base Areas Administration (SBAA), die sowohl Akrotiri als auch Dekelia verwaltet, sowie der Sovereign Base Areas Police.